# Tecate
Tecateⓘ – miasto w Meksyku, w stanie Kalifornia Dolna. W 2005 liczyło 100 346 mieszkańców. Miasto jest siedzibą władz gminy Tecate.

## Miasta partnerskie
- Almería, Hiszpania